# جوليوس مادا بيو
جوليوس مادا بيو (بالإنجليزية: Julius Maada Bio)‏ (مواليد 12 مايو 1964) هو سياسي سيراليوني ويشغل حالياً منصب رئيس سيراليون الخامس منذ 4 أبريل 2018. كان عميد سابق في الجيش السيراليوني ورئيس الجيش من 16 يناير 1996 إلى 29 مارس 1996 في ظل حكومة المجلس العسكري. كان بيو المرشح الرئاسي لحزب شعب سيراليون المعارض واستطاع هزيمة سامورا كامارا من حزب المؤتمر الشعبي الحاكم في انتخابات الإعادة في عام 2018 حصل على نسبة 51.8٪ من الأصوات مقابل 48.2٪ كامارا. أعلن المراقبون الدوليون والمحليون أن الانتخابات حرة ونزيهة وذات مصداقية.
تولى جوليونس المنصب خلفاً لإرنست كوروما الذي كان غير مؤهل دستوريًا لخوض الانتخابات الرئاسية بعد أن أمضى فترتين رئاستين وهو الحد الأقصى في دستور سيراليون.
خلال الشهور الأولى من توليه منصبه قام بتنقيذ وعوده الانتخابية حيث أصدر قرار بمجانية التعليم في المدارس الأبتدائية والثانوية التي تديرها الحكومة كذلك أزال رسوم النقديم للطلبة في الجامعات التي تديرها الحكومة ومؤخراً ألغى بيو اتفاقية تمويل صيني بقيمة 400 مليون دولار وقعت في عهد الرئيس السابق لبناء مطار جديد.
وبناء على أوامر من بيو، أنشأت وزارة العدل في سيراليون لجنة قضاة يقودها قاض دولي للتحقيق في العديد من مزاعم الفساد المالي ضد حكومة إرنست كوروما السابقة، وادعاءات الفساد المالي ضد إرنست كوروما نفسه. وحتى الآن تم توجيه التهم إلى كل من نائب رئيس سيراليون السابق، فيكتور بوكاري فور ووزير المناجم السابق مينكيلو مانسيراي، بالفساد المالي.ويتم مقاضاتهم حالياً في المحكمة.
ترشح بيو في انتخابات 2012 لكنه انهزم وحصل على 37% مقابل 58% لكوروما.
كرئيس للجيش قاد بيو انقلاب عسكرى ضد رئيس المجلس العسكري الكابتن فالنتين ستراسر في عام 1996.وعد بيو حينها بإعادة سيراليون إلى حكومة مدنية منتخبة ديمقراطيا.وحافظ على وعده عندما سلم السلطة إلى أحمد تيجان كبه مرشح حزب الشعب السيراليوني، عقب فوز كبه في انتخابات عام 1996 الرئاسية في سيراليون.
بعد تقاعده من الجيش عام 1996.انتقل بيو إلى الولايات المتحدة حيث حصل على لجوء سياسي من قبل الحكومة الأمريكية ولم يعد إلى سيراليون حتى عام 2005 عندما قام رئيس سيراليون أحمد تيجان كبه بضمان سلامته وأمانه.
حصل بيو على ماجستير في العلاقات دولية من الجامعة الأميركية بواشنطن ا كذلك هو خريج أكاديمية بنغيما العسكرية المرموقة في سيراليون.
بيو يعتنق المسيحية الكاثوليكية بينما زوجته فاطمة مسلمة.

## روابط خارجية
- جوليوس مادا بيو على موقع مونزينجر (الألمانية)